# C-38B

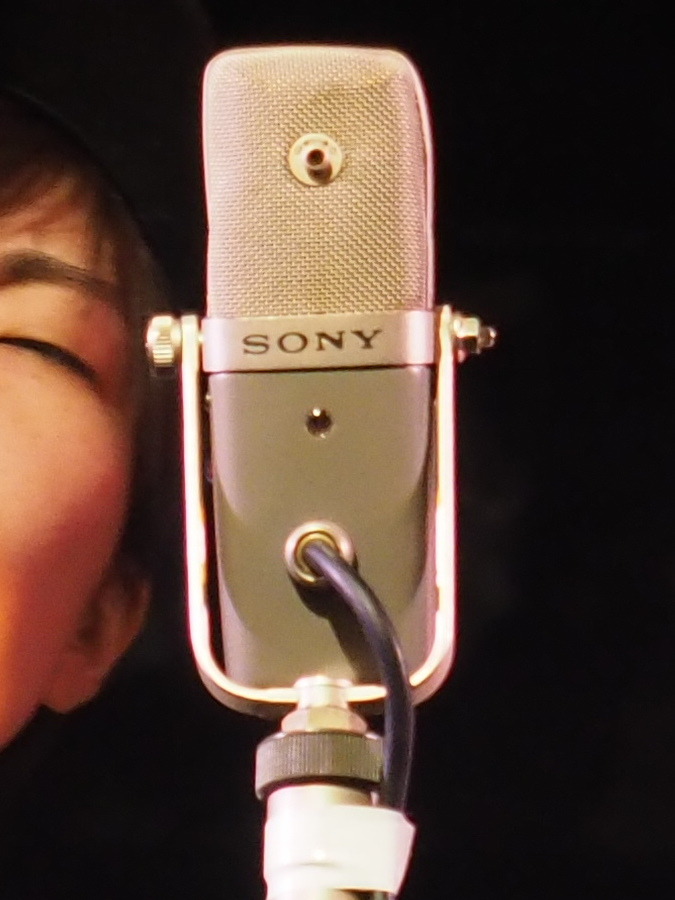
漫才で使われている「C-38B」

C-38Bは、ソニーが1970年から販売しているコンデンサーマイクロホン。

## 概要
ソニーとNHK放送技術研究所の共同開発の真空管型マイクロホンCU1-1（BTS呼称）を源流にもち、C-38Bの原型のSONY CU-2A（BTS呼称）が1965年の11月末にNHKに納入されて、『第16回NHK紅白歌合戦』で初めて実用マイクとして使われた。
CU-2Aは、一般製品C-38（マイク上部のグリルがパンチメタル）として市販（1965年12月）。
このCU-2Aは、C-37A（BTS呼称、CU1-2）の真空管ノイズを軽減して外部電源不要として（内部に電池006Pを設置）真空管をFETトランジスタに変更した点が大きな変更点である。内蔵電池によりマイクセッティング時の使用短縮にも繋がった。すぐさま上述のように一般名C-38（米国向けはC-37 FET）として1965年12月に発売し民放や大劇場などで導入されはじめた。1969年、テレビ映りや照明照りを考慮して塗装も薄めのグレーに、マイク上部のパンチメタルから網目仕様に変更をしC-38Aとして発売。
1970年、ファンタム電源が使用可能に改良された現行品、C-38Bとして発売される。このマイクはその後、民放やコンサートホール、劇場などでも次第に導入され続けて今日のいわゆる“漫才マイク”として親しまれることになった。2015年にはグッドデザイン賞を受賞。放送局には必ずと言って良いほど納入されていてC-38発売以来50年以上販売されているロングセラーモデルである。
通称、「サンパチ」。固定マイクで収音の範囲が広いことから漫才のステージ用マイクとしてよく使われており、「サンパチマイク」といえば漫才師の象徴とされるくらいの有名なアイテムとなっている。
ミュージシャンの大瀧詠一ははっぴいえんどのアルバム「HAPPYEND」のレコーディングでレコーディングを行ったサンセット・サウンド・スタジオのマイクが本品だった為、ボーカル録りに使用せざるを得なかったが録音されたボーカルが良かったのか、自分のボーカルに合っているとしてこれ以降、本品を自身のボーカルマイクとして愛用し、名盤『A LONG VACATION』のボーカル録りにも本品を使用している。
2024年現在、大分県速見郡日出町のソニー・太陽株式会社（太陽の家）にて、日本で唯一製造されている。

## 商品概要
| 型式                         | 型式                         | コンデンサー型                                           |
| 電源                         | 電源                         | 乾電池：DC 9 V（006P型乾電池 1個使用） 外部電源：DC 48 V |
| 出力端子                     | 出力端子                     | XLR-3-11Cタイプ（凹）                                    |
| マイクケーブル               | マイクケーブル               | ⌀5.8 mm、2芯シールド、長さ6 m                            |
| スタンドネジ                 | スタンドネジ                 | PF 1/2                                                   |
| 外形寸法（幅 × 高さ × 奥行） | 外形寸法（幅 × 高さ × 奥行） | 約 78 × 214 × 46 mm（突起部を除く）                      |
| 質量                         | 質量                         | 約 650 g（ケーブル含まず）                               |
| 外装仕上げ処理               | 外装仕上げ処理               | サテンメッキ仕上げ、テレビグレー（BTS協会2号色）         |

### 性能
| 周波数特性         | 周波数特性         | 30 Hz 〜 18 kHz                                         |
| 指向特性           | 指向特性           | 全指向性 / 単一指向性切り換え                           |
| 出力インピーダンス | 出力インピーダンス | 250 Ω ±20 ％、平衡型                                    |
| 正面感度           | 正面感度           | −48 ±2 dB （0 dB = 1 V/Pa、1 kHz）                      |
| 信号対雑音比       | 信号対雑音比       | 70 dB 以上 （1 kHz、1 Pa ）                             |
| 自己雑音           | 自己雑音           | 24 dB SPL 以下 （0 dB = 2 × 10-5 Pa）                   |
| 雑音               | 風雑音 *1          | 44 dB SPL 以下 （0 dB = 2 × 10-5 Pa）                   |
| 雑音               | 外部磁界の誘導雑音 | 5 dB SPL / 1 × -7 T (1 mG) 以下                         |
| 最大入力音圧レベル | 最大入力音圧レベル | 140 dB SPL （パッドOFF時）                              |
| ダイナミックレンジ | ダイナミックレンジ | 116 dB 以上                                             |
| 許容動作温度       | 許容動作温度       | 0 〜 +60 ℃                                              |
| 許容保存温度       | 許容保存温度       | −20 〜 +60 ℃                                            |
| 乾電池持続時間     | 乾電池持続時間     | 約 200時間 （ソニー乾電池 S-006P (U) 使用時、25 ℃にて） |

### その他
| 付属品 | 付属品 | 指向特性切り換え用ドライバー（1）、キャリングケース（1）、取扱説明書（1）、保証書（1）、ソニー業務用ご相談窓口のご案内（1） |